# Lina Bögli
Carolina 'Lina' Bögli (Oschwand, 15 april 1858 - Herzogenbuchsee, 22 december 1941) was de eerste Zwitserse schrijfster van reisverhalen.

## Biografie
Lina Bögli was een dochter van Ulrich Bögli, een landbouwer, en van Elisabeth Graber. Na haar schooltijd was ze aanvankelijk dienstmeisje en later gouvernante bij een Poolse adellijke familie. Later schoolde ze zich bij tijdens een tweejarig verblijf aan scholen in Neuchâtel en in Engeland.
Vanaf 1892 maakte ze een wereldreis langs Australië, Nieuw-Zeeland, de Samoa-eilanden, Hawaï en de Verenigde Staten. Tijdens haar reis was ze werkzaam als gouvernante en lesgeefster en bleef ze steeds een of twee jaar op dezelfde plaats. Tien jaar later keerde ze terug naar Europa, naar Polen, en begon ze met het schrijven van reisverhalen in briefvorm, aanvankelijk in het Engels (Forward, 1905) en nadien in het Duits (Vorwärts, 1906). Dat werk werd meermaals heruitgegeven en in 1908 verscheen er ook een Franse vertaling onder de titel En avant. Nadat ze meerdere jaren les had gegeven aan een privéschool aan het Bodenmeer maakte ze van 1910 tot 1913 een reis naar China en Japan. Die reis zou ze beschrijven in haar boek Immer vorwärts uit 1915, in 1916 in het Frans vertaald onder de titel En avant toujours!
Bij het begin van de Eerste Wereldoorlog vestigde ze zich in Herzogenbuchsee, waar ze voor de rest van haar leven zou wonen en waar ze lezingen gaf over haar reizen en tevens taallessen inrichtte.

## Werken
- (de)  Vorwärts, 1906.
- (de)  Immer vorwärts, 1915.